# Saison 1997 de l'équipe cycliste Rabobank
L'équipe cycliste Rabobank faisait partie en 1997 des Groupes Sportifs I, la première division des équipes cyclistes professionnelles.

## Effectif
| Cycliste            | Date de naissance | Nationalité | Équipe 1996       |
| ------------------- | ----------------- | ----------- | ----------------- |
| Michael Blaudzun    | 30-04-1973        | Danemark    |                   |
| Michael Boogerd     | 28-05-1972        | Pays-Bas    |                   |
| Jan Boven           | 20-02-1972        | Pays-Bas    |                   |
| Erik Breukink       | 01-04-1964        | Pays-Bas    |                   |
| Johan Bruyneel      | 23-08-1964        | Belgique    |                   |
| Erik Dekker         | 21-08-1970        | Pays-Bas    |                   |
| Richard Groenendaal | 13-07-1971        | Pays-Bas    |                   |
| Bert Hiemstra       | 09-08-1973        | Pays-Bas    |                   |
| Danny Jonasson      | 01-10-1974        | Danemark    | -                 |
| Patrick Jonker      | 25-05-1969        | Australie   | ONCE              |
| Jans Koerts         | 24-08-1969        | Pays-Bas    | Palmans Collstrop |
| Marc Lotz           | 19-10-1973        | Pays-Bas    | -                 |
| Marcel Luppes       | 11-09-1971        | Pays-Bas    |                   |
| Peter Luttenberger  | 13-12-1972        | Autriche    | Carrera Jeans     |
| Robbie McEwen       | 24-06-1972        | Australie   |                   |
| Koos Moerenhout     | 05-11-1973        | Pays-Bas    |                   |
| Danny Nelissen      | 10-11-1970        | Pays-Bas    |                   |
| Arvis Piziks        | 12-09-1969        | Lettonie    |                   |
| Rolf Sørensen       | 20-04-1965        | Danemark    |                   |
| Léon van Bon        | 28-01-1972        | Pays-Bas    |                   |
| Adrie van der Poel  | 17-06-1959        | Pays-Bas    |                   |
| Max van Heeswijk    | 02-03-1973        | Pays-Bas    | Motorola          |
| Aart Vierhouten     | 19-03-1970        | Belgique    |                   |

## Victoires
Victoires sur le circuit professionnel
| Date         | Course                                                    | Pays       | Vainqueur           |
| ------------ | --------------------------------------------------------- | ---------- | ------------------- |
| 12 mars      | Prologue de Tirreno-Adriatico (contre-la-montre)          | Italie     | Rolf Sørensen       |
| 3 avril      | 3e étape B des Trois Jours de La Panne (contre-la-montre) | Belgique   | Rolf Sørensen       |
| 6 avril      | Tour des Flandres                                         | Belgique   | Rolf Sørensen       |
| 7 mai        | 2e étape des Quatre Jours de Dunkerque                    | France     | Robbie McEwen       |
| 19 mai       | Amsterdam RAI Dernyrace                                   | Pays-Bas   | Léon van Bon        |
| 14 juin      | 3eA étape du Tour de Luxembourg                           | Luxembourg | Robbie McEwen       |
| 24 juin      | Classement général de la Route du Sud                     | France     | Patrick Jonker      |
| 25 juin      | Klauterkoers                                              | Pays-Bas   | Erik Dekker         |
| 4 juillet    | 2e étape du Tour de Rhénanie-Palatinat                    | Allemagne  | Aart Vierhouten     |
| 10 juillet   | 8e étape du Tour de Rhénanie-Palatinat                    | Allemagne  | Koos Moerenhout     |
| 11 juillet   | 9e étape du Tour de Rhénanie-Palatinat                    | Allemagne  | Richard Groenendaal |
| 27 août      | 2e étape du Tour des Pays-Bas                             | Pays-Bas   | Robbie McEwen       |
| 28 août      | 3e étape du Tour des Pays-Bas                             | Pays-Bas   | Robbie McEwen       |
| 28 août      | 4e étape du Tour des Pays-Bas (contre-la-montre)          | Pays-Bas   | Erik Dekker         |
| 30 août      | Classement général du Tour des Pays-Bas                   | Pays-Bas   | Erik Dekker         |
| 21 septembre | Flèche namuroise                                          | Belgique   | Johan Bruyneel      |
| 24 septembre | 18e étape du Tour d'Espagne                               | Espagne    | Léon van Bon        |
| 28 septembre | 22e étape du Tour d'Espagne                               | Espagne    | Max van Heeswijk    |

Championnats nationaux
| Date    | Course                                       | Pays     | Vainqueur       |
| ------- | -------------------------------------------- | -------- | --------------- |
| 29 juin | Championnat des Pays-Bas sur route           | Pays-Bas | Michael Boogerd |
| 21 août | Championnat des Pays-Bas du contre-la-montre | Pays-Bas | Erik Breukink   |